# UFC Fight Night: Bisping vs. Kennedy
UFC Fight Night: Bisping vs. Kennedy (también conocido como The Ultimate Fighter Nations Finale) fue un evento de artes marciales mixtas celebrado por Ultimate Fighting Championship el 16 de abril de 2014 en el Colisée Pepsi en Quebec City, Canadá.

## Historia
El evento estuvo encabezado por una pelea de peso medio entre Michael Bisping y Tim Kennedy. También figuraron en la tarjeta las finales de peso wélter y peso medio de The Ultimate Fighter Nations: Canada vs. Australia y el duelo entre los entrenadores de ambas, Patrick Côté y Kyle Noke.
Se esperaba que Steve Bossé hiciera su debut en UFC contra Ryan Jimmo en este evento. Sin embargo, Bossé se vio obligado a retirarse de la pelea alegando una lesión. Fue reemplazado por el recién llegado a UFC Sean O'Connell.
La pelea entre Álex Cáceres y Erik Pérez fue anunciada para esta tarjeta en febrero de 2014, pero fue cancelada más tarde, cuando Cáceres sufrió una lesión en marzo.
La pelea de peso ligero entre Sam Stout y K.J. Noons fue cambiada a peso wélter la semana de la pelea por solicitud de ambos combatientes.

## Resultados
1. ↑  Final de Peso Medio TUF Nations.
2. ↑  Final de Peso Wélter TUF Nations.

## Premios extra
Cada peleador recibió un bono de $50,000.
- Pelea de la Noche: Dustin Poirier vs. Akira Corassani
- Actuación de la Noche: K.J. Noons y Ryan Jimmo